# Doklady Akademii Nauk Uzbekskoi S. S. R.
Doklady Akademii Nauk Uzbekskoi S S R (abreviado Dokl. Akad. Nauk Uzbeksk. S.S.R.) fue una revista con ilustraciones y descripciones botánicas que fue editada en Uzbekistán desde 1948 hasta 1991. Fue precedida por Byull. Akad. Nauk Uzbeksk. S.S.R. y reemplazada por Dokl. Akad. Nauk Respubl. Uzbek.